# Omicidio di Guillem Agulló
L'omicidio di Guillem Agulló i Salvador (Burjassot, 6 settembre 1974 - Montanejos, 11 aprile 1993), un giovane valenzano militante nei movimenti di sinistra indipendentisti catalani e nella SHARP, venne commesso da un gruppo di militanti dell'estrema destra. Nel 2019 il Senato spagnolo ha approvato la creazione del fondo "Guillem Agulló" per il risarcimento alle famiglie delle vittime di crimini d'odio.

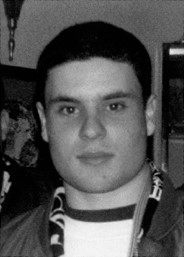
Guillem Agullo i Salvador

## L'omicidio
Era l'alba dell'11 aprile 1993 quando Guillem Agulló, che era a Montanejos con i suoi amici per le vacanze di Pasqua, venne avvicinato da un gruppo di giovani fascisti al grido di Sieg Heil e "Viva España" e uno di loro lo uccise con una coltellata al cuore. Gli assassini se ne andarono cantando l'inno fascista spagnolo Cara al Sol.
La sua famiglia e numerose organizzazioni della sinistra denunciarono che il motivo del crimine era politico, poiché l'assassino era un militante fascista conosciuto e sapeva che Guillem era antifascista. Tutti i partiti politici condannarono i fatti, tranne la Falange Spagnola, il Partito Popolare, e l'Unione Valenciana. Anche le Corti Valenciane condannarono l'omicidio. 
Per l'assassinio furono arrestati: Gerardo Mora, Juan Manuel Sánchez (alias el Picha), José Cuñat (alias el Pollo), Francisco Garcia (alias el Mody) e Pedro Cuevas (alias el Ventosa), quest'ultimo come esecutore materiale. Tutti facevano parte del gruppo valenziano di estrema destra "Komando Marchalenes IV Reich", nome in onore del Terzo Reich nazista.

## Processo
Il processo venne celebrato nel 1995 e la sentenza fu pubblicata nel maggio 1996. Venne condannato solo uno degli imputati, Pedro Cuevas, reo confesso ed esecutore materiale dell'accoltellamento, a quattordici anni di carcere per omicidio mentre vennero assolti gli altri imputati. Secondo il giudice la morte è stata per una rissa tra i giovani e non per un crimine politico.
Durante il processo il quotidiano valenziano Las Provincias ha svolto una campagna per criminalizzare la vittima e i gruppi antifascisti e indipendentisti dove Guillem era un militante e ha cercato di cancellare tutta la connotazione politica del caso e presentandolo come una rissa più o meno fortuita tra gruppi di giovani radicali.
Invece, la rivista valenziana El Temps ha indagato e denunciato il legame tra il principale gruppo neonazista che sembrava a Valencia, i gruppi di ultras di estrema destra della squadra di calcio Valencia CF e il gruppo neonazista spagnolo Acción Radical.

## Eventi successivi
Sebbene Pedro Cuevas sia stato condannato a quattordici anni di prigione, ne ha scontati solo quattro venendo rilasciato nel 1997 per buona condotta. Nel 2005 è stato nuovamente arrestato insieme a una ventina di altre persone, nella cosiddetta "Operazione Panzer" svolta contro un gruppo nazista violento che operava nella Comunità Valenciana e si definiva Frente Antisistema (FAS). Tra i membri del gruppo c'erano militari dell'esercito spagnolo. Il gruppo aveva pianificato attacchi contro immigrati, militanti di partiti di sinistra e indipendentisti catalani, ed è stato accusato di associazione illecita e possesso e fabbricazione di armi. Il nome dell'operazione di polizia deriva dal nome che Pedro Cuevas diede ai tirapugni, da lui fabbricati, il nome di Panzer in memoria dei carri armati nazisti.
Quanto scoperto dall'"Operazione Panzer" è stato processato nel 2013 e tutti gli imputati sono stati assolti. Il tribunale ha annullato i tabulati telefonici come prova di accusa e quando ha deciso di controllare l'arsenale di armi che era stato loro requisito, questo era misteriosamente scomparso. Un'operazione anomala dell'amministrazione della giustizia, l’ha definita il Consiglio Generale della magistratura spagnola. In pratica, era successo che qualche agente della Guardia Civil aveva precedentemente distrutto le armi prima del processo. A fine processo, le persone arrestate durante l'"Operazione Panzer" hanno preteso la restituzione delle loro armi e, visto che erano state distrutte, hanno chiesto un risarcimento che il giudice ha approvato.
Nel 2007, Pedro Cuevas si è presentato alle elezioni comunali per il partito di estrema destra Alianza Nacional nelle comune valenziano di Xiva, ottenendo solo ventitré voti, lo 0,34% dei voti totali.

## Commemorazioni
L'11 aprile di ogni anno, Guillem viene ricordato in varie manifestazioni che si svolgono nella Comunità Valenciana e in Catalogna.

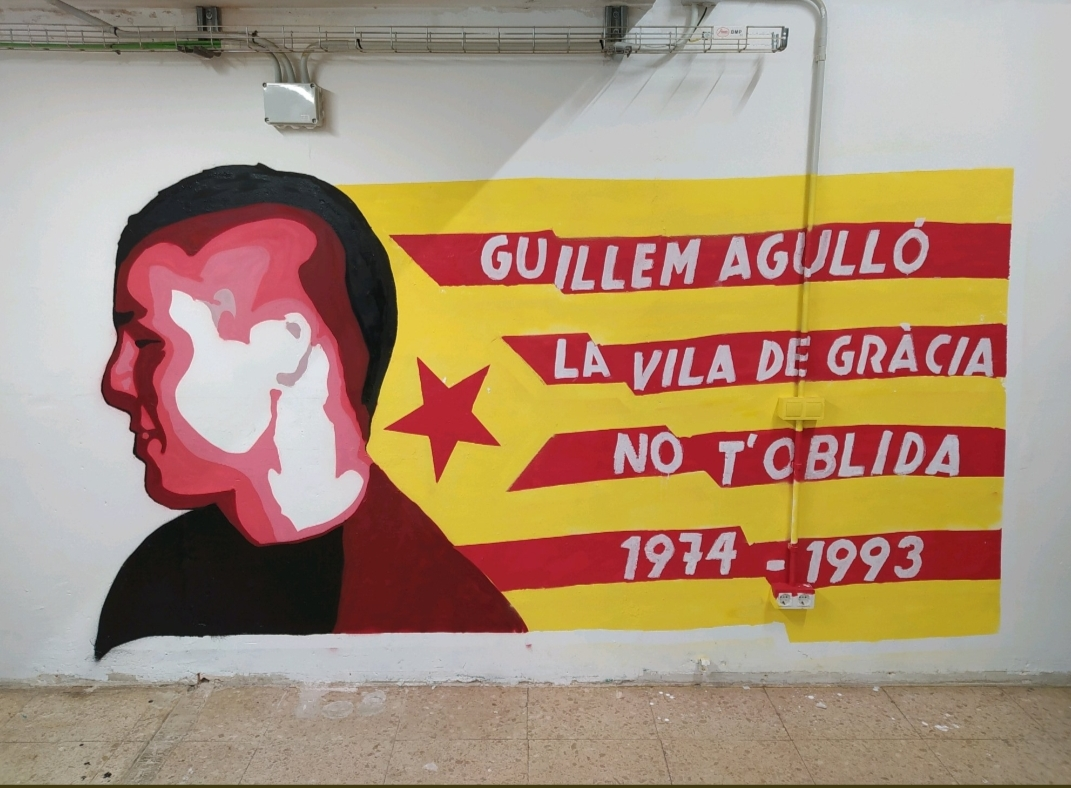
Murale dedicato a Guillem Agulló nel distretto di Gràcia, a Barcellona

Diversi comuni valenziani e catalani hanno dedicato strade e piazze a Guillem come Burjassot, Simat, Quart de les Valls, Sallent, Cerdanyola del Vallès, Vic, Arbúcies, Molins de Rei. Nel 2017 il Consiglio Comunale di Valencia ha deciso che la passeggiata centrale dei Jardins de Vivers avrebbe preso il suo nome, in sua memoria e di altre vittime di crimini d'odio.
Il 12 aprile 2016 le Corti Valenciane hanno reso omaggio a Guillem Agulló, ventitré anni dopo il suo omicidio, con una dichiarazione istituzionale firmata da tutti i gruppi parlamentari. Attraverso questa dichiarazione istituzionale, le Corti hanno creato il Premio Guillem Agulló, pensare per premiare e riconoscere "le persone e le eccezionali iniziative nella lotta contro la xenofobia, il razzismo e il crimine di odio".
Il 23 gennaio 2019 il Senato spagnolo ha approvato la creazione del fondo Guillem Agulló, un fondo economico statale per il risarcimento alle famiglie delle vittime di crimini d'odio.

## Influenza culturale
Sono diversi i gruppi musicali che hanno composto canzoni per rendergli omaggio, come ad esempio: "No tingues por" (Obrint Pas), "Guillem Agulló" (Cagant Melodies), "No sé què sent" (Feliu Ventura), "Company Guillem" (Opció k-95), "11 d'abril" (Greska), "11 d'abril del 93" (Odi), "Soldats catalans" (Orgull Roig) o "Sangre por sangre" (Non Servium).
Il 28 novembre 2019 è stato presentato "La lluita continua" (La lotta continua) ambizioso progetto per ricordare Guillem Agulló con un romanzo di Núria Cadenas, un film di Carlos Marqués-Marcet, concerti, conferenze e una pagina web per non dimenticare la sua figura come simbolo antifascista.